# Пикардо, Роберт
Роберт Пикардо (англ. Robert Picardo; род. 27 октября 1953 года) — американский актёр. Стал популярен благодаря ролям Доктора в научно-фантастической франшизе «Звёздный путь» и Ричарда Вулси во вселенной «Звёздных врат».

## Биография
Роберт Пикардо родился 27 октября 1953 года в городе Филадельфия, США.

## Избранная фильмография
- 1981 — Вой / The Howling — Эдди Квист
- 1987 — Внутреннее пространство / Innerspace — ковбой
- 1988 — Возвращение Джека / Jack's Back — доктор Карлос Баттера
- 1990 — Гремлины 2: Новенькая партия / Gremlins 2: The New Batch — Форстер
- 1991 — Неудавшаяся подставка / Frame Up — Фрэнк Говерс
- 1991 — Саманта / Samantha — Нил Отто / мистер Саманта
- 1994 — Месть полудурков 4: Влюблённые полудурки / Revenge Of The Nerds 4: Nerds In Love — Чед Пенрод
- 1994 — Караван на восток / Wagons East — Бен Уилер
- 1995—2001 — Звёздный путь: Вояджер / Star Trek: Voyager — Доктор
- 1996 — Звёздный путь: Первый контакт / Star Trek: First Contact — Доктор
- 1997 — Звёздный путь: Глубокий космос 9 / Star Trek: Deep Space Nine — доктор Льюис Зиммерман / экстренная медицинская голограмма
- 2003 — Луни Тюнз: Снова в деле / Looney Tunes: Back in Action
- 2004—2007 — Звёздные врата: SG-1 / Stargate SG-1 — Ричард Вулси
- 2006—2009 — Звёздные врата: Атлантида / Stargate: Atlantis — Ричард Вулси
- 2008 — Тайны Смолвиля / Smallville — Эдвард Тиго
- 2010 — Неизвестные лица / Persons Unknown — седой человек
- 2011 — Звёздные врата: Вселенная / Stargate Universe — Ричард Вулси
- 2013 — Восприятие / Perception — Эй Зет Уэйланд